# Tokudaia
Tokudaia (Kuroda, 1943) è un genere di roditori della famiglia dei Muridi.

## Descrizione

### Dimensioni
Al genere Tokudaia appartengono roditori di piccole dimensioni, con lunghezza della testa e del corpo tra 120 e 175 mm e la lunghezza della coda tra 100 e 125 mm.

### Caratteristiche craniche e dentarie
Il cranio presenta un rostro allungato e la porzione occipitale deflessa. Le ossa nasali e pre-mascellari si estendono oltre la linea degli incisivi superiori. I fori palatali anteriori sono larghi, il palato è stretto. Le bolle timpaniche sono piccole.
Sono caratterizzati dalla seguente formula dentaria:

### Aspetto
Il corpo è corto e tozzo. La pelliccia è densa, cosparsa di peli spinosi, lunghi fino a 21 mm sul dorso e 11 mm sul ventre. Le dita sono sottili, il pollice è funzionale e munito di un piccolo artiglio. Le orecchie sono ovali. La coda è generalmente più corta della testa e del corpo ed è ricoperta di pochi peli sparsi. Le femmine hanno due paia di mammelle inguinali.

## Genetica
Nelle specie T.osimensis e T.tokunoshimensis è stata riscontrata l'assenza del cromosoma Y nel cariotipo, sostituito da un cromosoma di tipo X0. Nella specie T.muenninki, sebbene presente, questo risulta insolitamente grande, delle stesse dimensioni del cromosoma X.

## Distribuzione
Questo genere è endemico delle Isole Ryūkyū.

## Tassonomia
Il genere comprende 3 specie.
- Tokudaia osimensis
- Tokudaia muenninki
- Tokudaia tokunoshimensis